# 11246 Orvillewright
11246 Orvillewright eller 4250 T-3 är en asteroid i huvudbältet som upptäcktes den 16 oktober 1977 av den nederländsk-amerikanske astronomen Tom Gehrels och det nederländska astronomparet Ingrid van Houten-Groeneveld och Cornelis Johannes van Houten vid Palomarobservatoriet. Den är uppkallad efter den amerikanske flygpionjären Orville Wright.
Den tillhör asteroidgruppen Nysa.